# Mancomunitat de municipis
La mancomunitat és l'associació lliure de municipis, dins del marc jurídic espanyol, que crea una entitat local superior i en la qual els municipis associats deleguen part de les funcions o competències que la llei els atribueixi, perquè es presti un servei conjuntament per a tots els seus membres.
Per a ser creades les mancomunitats generalment requereixen que els municipis siguin confrontants, que es fixi amb claredat la seva finalitat, que existisca un pressupost propi i uns òrgans de gestió igualment propis i diferenciats dels participants.
Gaudeixen de personalitat jurídica pròpia per al compliment dels seus fins, i poden existir sense límit de temps o ser creades únicament per a un temps determinat i per a la realització d'una o més activitats concretes.